# 柿澤勇人

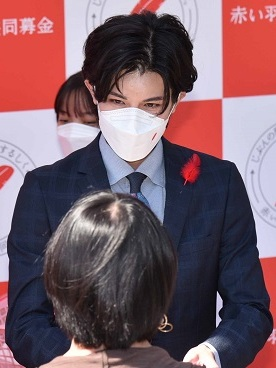
2022年10月

柿澤勇人（日语：／ Kakizawa Hayato */?，1987年10月12日—）是日本的一位演員。他曾熱衷足球，但在高中一年級時因觀賞劇團四季音樂劇「獅子王」而立志成為演員。2007年，他得以進入劇團四季的研究所。2011年開始，他成為Horipro的所屬藝人。2013年，他從首都大學東京畢業。柿澤勇人迄今已出演過三部NHK大河劇。

## 外部連結
- プロフィール （页面存档备份，存于） - ホリプロ
- 柿澤勇人オフィシャルファンクラブ （页面存档备份，存于）
- 柿澤勇人&STAFF的X（前Twitter）